# IC 1362
IC 1362 — галактика типу E? (еліптична галактика) у сузір'ї Водолій.
Цей об'єкт міститься в оригінальній редакції індексного каталогу.